# نيرون كلاوديوس دروسوس
نيرو كلاوديوس دروسوس جيرمانيكوس  نبيل وقائد عسكري روماني عاش في القرن الأول قبل الميلاد. 
ولد في 14 يناير سنة 38 ق م. كإبن لليفيا دروسيلا وزوجها الأول طيباريوس كلاوديوس نيرون. هو والد الإمبراطور كلوديوس والقائد العسكري جيرمانيكوس و ليفيلا والشقيق الأصغر للإمبراطور طيباريوس وجد الإمبراطور كاليغولا. أثناء ولادته كانت والدته قد أصبحت زوجة حديثة للإمبراطور أغسطس، حيث قبل ولادته بثلاثة شهور قام أغسطس بإجبار طيباريوس كلاوديوس نيرون على تطليق والدته وثم قام هو بالزواج بها بعد تطليق زوجته سكريبونيا. بعد ولادته قام أغسطس بتبنيه هو وشقيقه الأكبر طيباريوس. في حوالي سنة 16 ق م تزوج من ابنة أخت الإمبراطور أنطونيا الصغرى وأنجبت منه جيرمانيكوس في سنة 15 ق م وليفيلا في سنة 13 ق م وكلوديوس في سنة 10 ق م. اشتهر نيرون كلاوديوس دروسوس بفضل انتصاراته في جرمانيا وعرف بكونه أول قائد روماني تمكن من إحتلال ألمانيا والتوغل داخلها، حارب عدة قبائل من الشيروسكيين و الشاوكيين و السيكامبريين لينتخبه مجلس الشيوخ الروماني كقنصل في 9 ق م، بنفس تلك الحملة توغل إلى عمق جيرمانيا ووصل إلى وادي نهر إلبه وتوقف هناك بسبب قدوم الشتاء وكان هذا أقصى توغل روماني حصل في جرمانيا. أثناء عودته توفي بسبب السقوط من الحصان كما ذكرت في السجلات الرومانية. بعض المورخين اللاحقين مثل سويتونيوس شككوا بأن وفاته كان من تدبير أغسطس بسبب امتناعه عن العودة إلى روما. بعد وفاته تم تكريمه كثيرًا ومنح لقب جيرمانيكوس أو قاهر الجرمان. على الرغم أنه كان الابن البيولوجي لطيباريوس كلاوديوس نيرون من حيث القانون، إلا أن إبنه كلوديوس أشاع أثناء توليه الحكم أنه ابن أغسطس، شكك المورخين اللاحقين بهذا الادعاء إذا ما كان كلوديوس يرغب بالحصول على شرعية أكبر في حكمه.